# Giulia Trigona
Giulia Filangeri Tasca di Cutò, épouse Trigona, est une aristocrate italienne, née à Palerme en 1877, morte à Rome le 2 mars 1911.
Elle est la victime d'un des premiers féminicides médiatisés en Italie.

## Biographie

### Famille
Giulia Filangeri Tasca di Cutò est fille de la princesse Giovanna Filangieri di Cutò et du comte Lucio Mastrogiovanni Tasca Lanza. Par sa mère, elle appartient l'une des plus riches et prestigieuses familles de la haute aristocratie palermitaine, dont l'histoire remonte à la conquête normande de la Sicile, et qui a compté trois vice-rois. Sa famille paternelle, les Tasca, sont de noblesse plus récente puisque son grand-père, Lucio Tasca Mastrogiovanni, descendant de fermiers enrichis dans le commerce de céréales, épouse une membre de l'une des familles les plus prestigieuses de l'aristocratie sicilienne, Beatrice Lanza e Branciforte, princesse de Trabia, et est anobli en 1846. Parmi ses sœurs, Beatrice, épouse de Giulio Tomasi prince de Lampedusa, est la mère de l'écrivain Giuseppe Tomasi di Lampedusa, Teresa, épouse du baron Piccolo de Calanovella, est la mère des artistes Casimiro et Lucio Piccolo, et de la botaniste Agata Giovanna Piccolo. Son frère, Alessandro Tasca est député socialiste de Palerme. 

### Vie mondaine

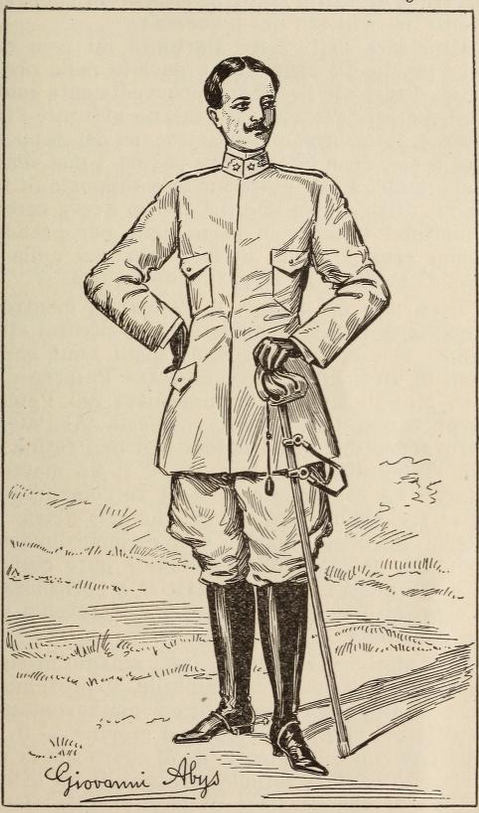
Portrait du lieutenant Paternò.

Elle grandit au Palais Filangeri-Cutò de Santa Margherita di Belice et épouse à 18 ans, le comte Romuald Trigona di Sant’Elia. De ce mariage nait deux filles, Clementina et de Giovanna. 
Sa beauté et sa culture en font l'une des personnalités mondaines les plus en vue de Palerme, fréquentant notamment les réceptions à la Villa Igiea ou à la villa dell'Olivuzza d'Ignazio et Franca Florio dont le couple est proche. Giulia est également première dame de la cour de la reine Hélène. 
Après dix ans de mariage, son époux prend pour maitresse une actrice de la compagnie théâtrale d'Eduardo Scarpetta. En retour, elle rencontre en août 1909, à la Villa Igiea, un lieutenant de cavalerie, le baron Vincenzo Paternò, de deux ans son cadet. Elle en tombe amoureux et le fréquente de moins en moins discrètement. 
Chassée par son mari, elle refuse de rompre pour regagner son foyer, engage le divorce et vend des terres pour bénéficier de ses propres revenus. Violent et jaloux, désargenté à cause de ses dettes de jeux, son amant tente d’étrangler une première fois Giulia Trigona quand elle lui refuse de l’argent. 
La reine Hélène convoqua les deux mariés au Palais du Quirinal, peut-être pour tenter de les réconcilier. 

### Meurtre
Décidée à quitter Paternò sans retourner auprès de son mari, elle accepte cependant de revoir son amant une ultime fois le 2 mars 1911 à midi, dans une chambre de l’hôtel Rebecchino, près de la gare de Rome-Termini. Paternó la tue de 27 coups de couteau. Il se tire une balle dans la tête mais survit.  
L'annonce de ce crime fait scandale en Italie, et est relayé dans le presse internationale. Giovanni Giolitti récupère les lettres de la princesse à son amant et les remet au Roi, alimentant les spéculations sur leur contenu supposément compromettant pour la Cour. 
Paternò, plaidant la démence, est envoyé à l'asile judiciaire d'Aversa où le professeur Filippo Saporito considère qu'il simule sa démence et le renvoie  à la prison Regina Cœli de Rome. Le procès s'ouvre le 17 mai 1912 devant la cour d'assises de Rome, avec les filles de la victime, Giovanna et Clementina Trigona, comme partie civile. Le meurtrier est condamné le 27 juin 1912 à la réclusion à perpétuité. En 1942, il est gracié par le roi, à la demande de Mussolini, et retourne en Sicile où il épouse une femme de chambre et meurt en 1949.
À l'époque des faits, ce meurtre inspire des ballades et histoires populaires à Rome et en Sicile. Il est ensuite le sujet de plusieurs ouvrages (du livre , Le pietre dello scandalo d'Antonio Velani en 1975, Un ventaglio Blu Savoia d'Adriana Brown en 2001, Un fitto mistero, Immagini e storie del crimine de Giancarlo De Cataldo en 2020) et d'un feuilleton de la RAI en 1978, Il delitto Paternò.

## Dans la culture populaire
Le meurtre de Giulia Trigona sert de cadre narratif à la première histoire de Madones et putains (2023, éditions Dupuis) de l'autrice Nine Antico. 